# Вільям Віппл
Вільям Віпл-молодший (англ. William Whipple Jr, 25 січня 1731 – 28 листопада 1785) був американським батьком-засновником і підписантом Декларації незалежності Сполучених Штатів. Представляв Нью-Гемпшир як член Континентального конгресу з 1776 по 1779 рік. Працював і капітаном судна, і торговцем, а в коледжі вчився на суддю. Помер від серцевих ускладнень у 1785 році у віці 55 років.